# Rauhiella seehaweri
Rauhiella seehaweri là một loài thực vật có hoa trong họ Lan. Loài này được (I.Bock) Toscano & Christenson mô tả khoa học đầu tiên năm 2001.